# Bahnhof Wuppertal Zoologischer Garten
Der Bahnhof Wuppertal Zoologischer Garten (örtlich auch als Bahnhof Zoo bezeichnet) ist ein Bahnhof an der Bahnstrecke Düsseldorf–Elberfeld in Wuppertal. Das Empfangsgebäude wurde am 31. August 1987 in der Baudenkmal-Liste eingetragen.

## Das Empfangsgebäude
Im Westen von Wuppertal entstand mit der Eröffnung des Wuppertaler Zoos im Jahr 1881 das Villenviertel Zooviertel. Unter der Leitung der Preußischen Staatseisenbahn, die zuvor am 1. Januar 1882 die Strecke von der Bergisch-Märkischen Eisenbahn-Gesellschaft übernommen hatte, wurde der Haltepunkt gebaut. Die Datierung des Baubeginns bereitet Schwierigkeiten; die Denkmalbehörde legt sich auf ein Entstehungsjahr von 1898 fest, aber das Gebäude ist schon auf einem Foto von 1892 zu sehen, was für einen früheren Baubeginn – laut Quellen 1886 – spricht. Sein Empfangsgebäude an der Siegfriedstraße ist durch die gerade Verbindungsstraße, die Walkürenallee, als Sichtachse mit dem Zooempfangsgebäude an der Hubertusallee verbunden.
Der eingeschossige Fachwerkbau ist mit flachen, vorstehenden Walmdächern gedeckt. Markant ist der vorgebaute zweigeschossige Eingangsturm. Dieser ist mit einem steilen überhohen Walmdach ausgestattet. Der Turm ist mit einer altanartigen Zwerchgiebelgaube versehen, die mit einem Rundbogen durchbrochen ist. Auf der Rückseite reicht ein Bruchsteinsockel bis auf den ein Geschoss tiefer liegenden Bahnsteig.

## Heutige Nutzung

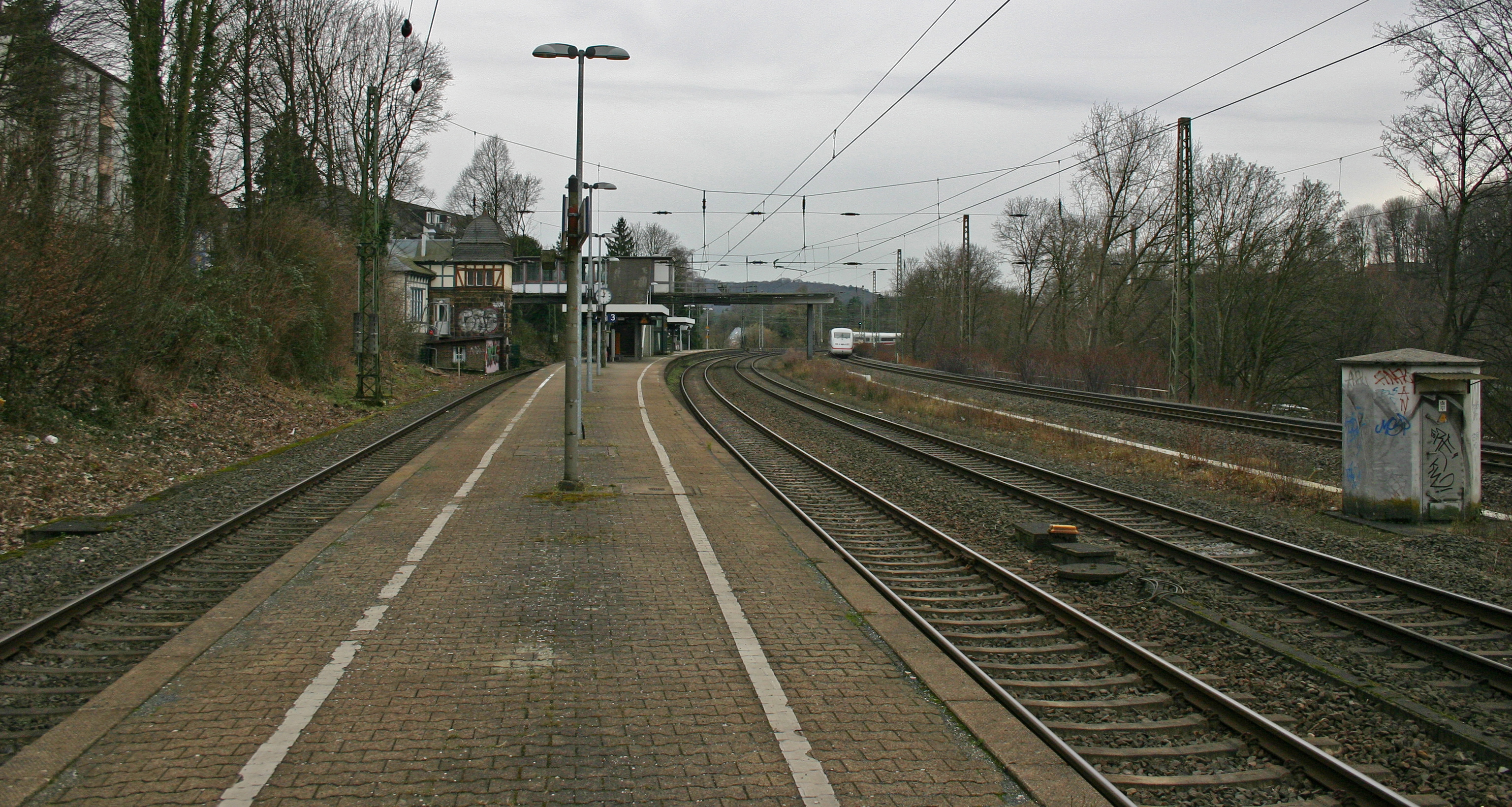
Der S-Bahnhof

Nach der Einrichtung der S-Bahnlinie S 8 der S-Bahn Rhein-Ruhr zum 29. Mai 1988 hat der Haltepunkt keinen Fernverkehr mehr und er wird nur noch als S-Bahn-Halt genutzt. Neben der S 8 von Mönchengladbach Hbf nach Hagen Hbf hält hier seit Dezember 2003 auch die S 9, die heute nach Hagen Hbf und in anderer Fahrtrichtung ab Gladbeck West abwechselnd nach Haltern am See oder Recklinghausen Hbf fährt.
Der nördliche Bahnsteig an den Fernverkehrsgleisen wurde aufgegeben. Die Reste des ehemaligen Zugangs zum Fernbahnsteig sieht man an dem immer noch über die beiden mittleren Gleise hinweg führenden nördlichen Teil der Fußgängerbrücke. Der Bahnsteig selbst ist komplett abgebaut, allerdings befinden sich die Fernbahngleise immer noch in derselben Lage, so dass im Bereich des Haltepunkts der Gleisabstand wesentlich größer ist als üblich. Das Empfangsgebäude dient heute als Restaurant.
In der Nacht zum 1. April 2012 brannte der Dachstuhl des denkmalgeschützten Empfangsgebäudes. Dadurch wurden sowohl der Dachstuhl als auch die Fassade stark zerstört, woraufhin das Gebäude am folgenden Tag unter der ersten Inaugenscheinnahme als einsturzgefährdet eingestuft worden ist. Die Brandursache blieb ungeklärt. Durch den Brand entstand laut Schätzungen der Polizei ein Sachschaden von mindestens 200.000 Euro. Das Restaurant, das sich im Haus befand, wurde zwecks Renovierung geschlossen, wurde dann nach historischem Vorbild saniert und im Frühjahr 2013 wieder eröffnet.
| Linie | Verlauf | Takt                                                                       | Betreiber |
| ----- | --- | -------------------------------------------------------------------------- | --------- |
| S 8   | Hagen Hbf – HA-Wehringhausen – HA-Heubing – HA-Westerbauer – Gevelsberg-Knapp – Gevelsberg Hbf – Gevelsberg-Kipp – Gevelsberg West – Schwelm – Schwelm West – W-Langerfeld – W-Oberbarmen – W-Barmen – W-Unterbarmen – Wuppertal Hbf – W-Steinbeck – W-Zoologischer Garten – W-Sonnborn – W-Vohwinkel – Haan-Gruiten – Hochdahl-Millrath – Hochdahl – Erkrath – D-Gerresheim – D-Flingern – Düsseldorf Hbf – D-Friedrichstadt – D-Bilk – D-Völklinger Straße – D-Hamm – NE Rheinpark-Center – NE Am Kaiser – Neuss Hbf – Büttgen – Kleinenbroich – Korschenbroich – MG-Lürrip – Mönchengladbach Hbf Stand: Fahrplanwechsel Dezember 2023 | 30 min 60 min (Hagen–Oberbarmen) 20 min (Oberbarmen–M’gladbach wochentags) | DB Regio  |
| S 9   | Linienweg 1: Haltern am See – Marl-Hamm – Marl Mitte – GE-Hassel – GE-Buer Nord – Linienweg 2: Recklinghausen Hbf – Herten (Westf) – Hauptlinienweg: Gladbeck West – Bottrop-Boy – Bottrop Hbf – E-Dellwig Ost – E-Gerschede – E-Borbeck – E-Borbeck Süd – Essen West – Essen Hbf – E-Steele – E-Überruhr – E-Holthausen – E-Kupferdreh – Velbert-Nierenhof – Velbert-Langenberg – Velbert-Neviges – Velbert-Rosenhügel – Wülfrath-Aprath – W-Vohwinkel – W-Sonnborn – W-Zoologischer Garten – W-Steinbeck – Wuppertal Hbf – W-Unterbarmen – W-Barmen – W-Oberbarmen – W-Langerfeld – Schwelm West – Schwelm – Gevelsberg West – Gevelsberg-Kipp – Gevelsberg Hbf – Gevelsberg-Knapp – HA-Westerbauer – HA-Heubing – HA-Wehringhausen – Hagen Hbf Stand: Fahrplanwechsel Dezember 2023 | 60 min (je Linienast) 30 min (Gladbeck–Wuppertal) 60 min (Wuppertal–Hagen) | DB Regio  |
| S 28  | Kaarster See – Kaarster Bahnhof – Kaarst Mitte/Holzbüttgen – IKEA Kaarst – Neuss Hbf – NE Am Kaiser – NE Rheinpark-Center – D-Hamm – D-Völklinger Straße – D-Bilk – D-Friedrichstadt – Düsseldorf Hbf – D-Flingern – D-Gerresheim – Erkrath Nord – Neanderthal – Mettmann Zentrum – Mettmann Stadtwald – Hahnenfurth-Düssel – W-Vohwinkel – W-Zoologischer Garten – W-Steinbeck – Wuppertal Hbf Stand: Fahrplanwechsel Dezember 2023 | 20/40 min (wochentags) 30 min (Wochenenden/Feiertage)                      | Regiobahn |

### Umsteigebeziehungen
Direkt vor dem Empfangsgebäude halten die Quartierslinie 639, welche den Bahnhof mit Zoo, Hindenburgstraße und Sonnborn verbindet, sowie die Freizeitlinie 605 zum Wanderparkplatz am Arboretum und zum Müngstener Brückenpark. Darüber hinaus ist fußläufig in rund 500 m Entfernung die Station Zoo/Stadion der Wuppertaler Schwebebahn erreichbar, welche eine Umsteigemöglichkeit zur Schwebebahn und zu einer weiteren Quartiersbuslinie 629 nach Lüntenbeck und zur Schwebebahnersatzbuslinie 600 ermöglicht.
- 605 Zoologischer Garten, Haupteingang → Zoologischer Garten Bf – Zoo/Stadion – Wanderparkplatz/Arboretum – Solingen-Müngsten Brückenpark
- 639 Boltenberg – Zoo/Stadion – Zoologischer Garten Bf – Hindenburgstraße/Junkersweg